# والتر فرانكلين
والتر فرانكلين (16 أغسطس 1891 في المملكة المتحدة - 5 مارس 1968 في المملكة المتحدة) (بالإنجليزية: Walter Franklin)‏ هو لاعب كريكت بريطاني (وحمل سابقاً جنسية المملكة المتحدة لبريطانيا العظمى وأيرلندا). لعب مع Buckinghamshire County Cricket Club ‏ ونادي مارليبون للكريكت ‏ والمقاطعات الوطنية للكريكيت الإنجليزي والويلزي ‏ ونادي جامعة كامبريدج للكريكيت ‏.

## وصلات خارجية
- والتر فرانكلين على موقع إي آس بي آن كريك إنفو (الإنجليزية)